# Szőrös hőcsik
A szőrös hőcsik vagy szőrös harkály (Leuconotopicus villosus) a madarak (Aves) osztályának harkályalakúak (Piciformes) rendjébe, ezen belül a harkályfélék (Picidae) családjába tartozó faj.
A korábbi rendszertani besorolás szerint a Picoides nembe tartozott, Picoides villosus néven.

## Előfordulása
A magas északot kivéve egész Észak-Amerikában és Közép-Amerika egy részén megtalálható. A fenyvesekben, lombhullató erdőkben és nyílt fás területen előfordul, a lakott területeket elkerüli.

## Alfajai
- Leuconotopicus villosus audubonii
- Leuconotopicus villosus extimus
- Leuconotopicus villosus harrisi
- Leuconotopicus villosus hyloscopus
- Leuconotopicus villosus icastus
- Leuconotopicus villosus intermedius
- Leuconotopicus villosus jardinii
- Leuconotopicus villosus leucothorectis
- Leuconotopicus villosus maynardi
- Leuconotopicus villosus monticola
- Leuconotopicus villosus orius
- Leuconotopicus villosus picoideus
- Leuconotopicus villosus piger
- Leuconotopicus villosus sanctorum
- Leuconotopicus villosus septentrionalis
- Leuconotopicus villosus terraenovae
- Leuconotopicus villosus villosus

## Megjelenése
Testhossza 18–26 centiméter, szárnyának fesztávolsága 33–41 centiméter, testtömege pedig 40–95 gramm közötti. A hímnek vörös dísz van a fején. Hátuk közepén fehér csík fut lefelé, és külső farktollaik is fehérek. Szárnyuk fekete, fehér mintázattal. Hasuk fehér.
|  |  |

## Életmódja
Korhadó fákon rovarokat és lárvákat gyűjtöget.

## Szaporodása
Fák törzsébe vájt üregbe rakja tojásait.